# Calamagrostis altaica
Calamagrostis altaica är en gräsart som beskrevs av Nikolai Nikolaievich Tzvelev. Calamagrostis altaica ingår i släktet rör, och familjen gräs. Inga underarter finns listade i Catalogue of Life.